# Serguéi Lázarev
Serguéi Viacheslávovich Lázarev (en ruso: Серге́й Вячесла́вович Ла́зарев; Moscú, RSFS de Rusia, Unión Soviética, 1 de abril de 1983) es un actor y cantante ruso que representó a Rusia en el Festival de la Canción de Eurovisión 2016 con la canción «You Are the Only One», con la que quedó en tercera posición. También representó a Rusia en el Festival de la Canción de Eurovisión 2019 con la canción «Scream», volviendo a quedar en tercera posición.

## Biografía

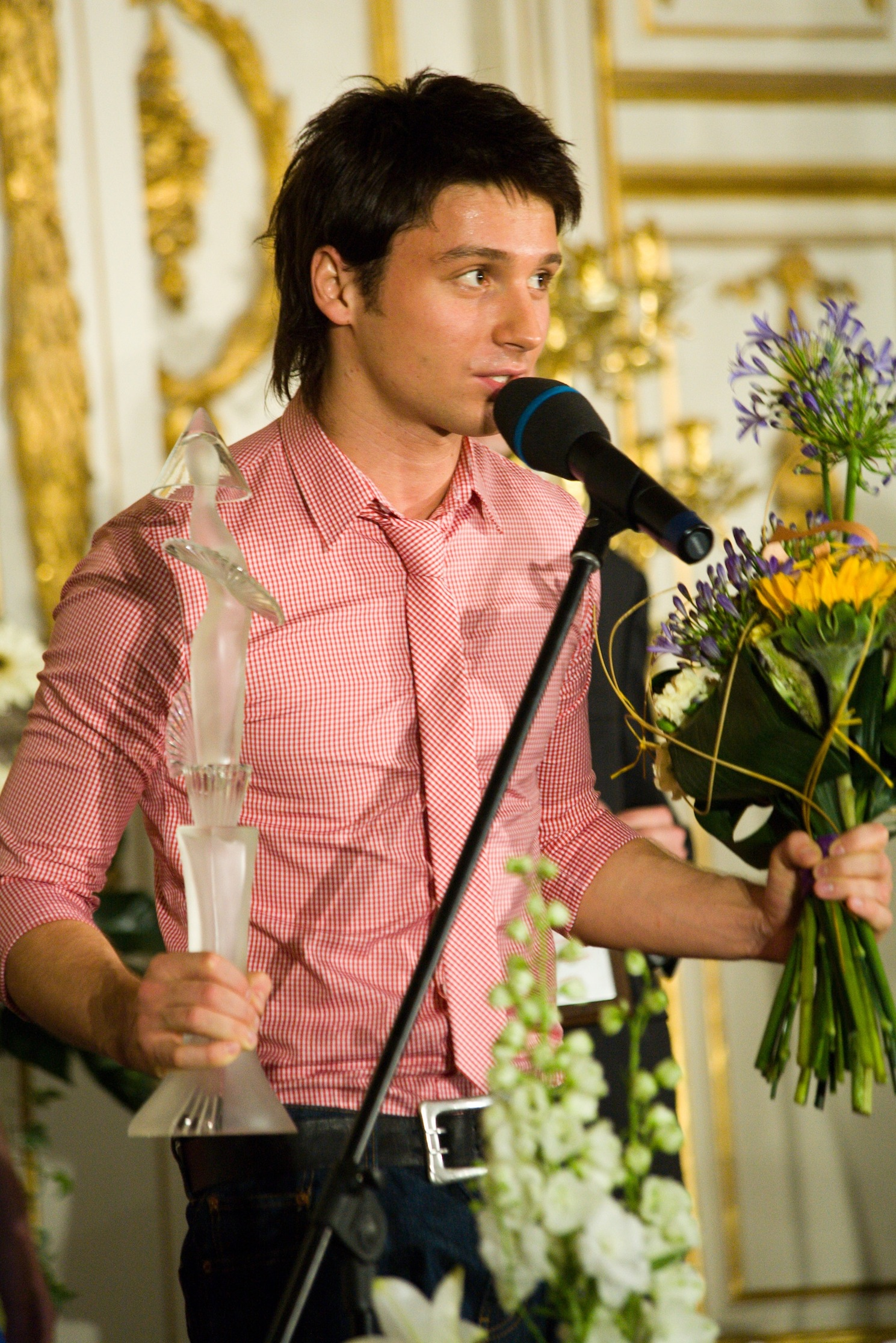
Lázarev en 2006.

Serguéi Lázarev nació en Moscú, en ese entonces parte de la Unión Soviética, siendo sus padres Viacheslav Lázarev y Valentina Víktorovna Lázareva. Tuvo un hermano llamado Pável, quien falleció el año 2015 en un accidente de tráfico a los 37 años de edad.
Desde pequeño, Lázarev estuvo involucrado en las artes musicales, al igual que en la gimnasia artística que practicó desde los seis años. En 1996 fue el ganador del concurso de talentos infantiles Bravo Bravissimo en Italia y posteriormente entró a formar parte del grupo infantil ruso Neposedi, junto a Vlad Topalov, Julia Volkova y Lena Katina. Mientras Vólkova y Katina formaron el grupo t.A.T.u, Lázarev junto a su primo Topalov se unieron para formar la banda Smash!!, alcanzando gran popularidad en Rusia, las ex Repúblicas Soviéticas y parte de Asia.
Al romperse el dúo Smash!!, Lázarev se lanzó como solista obteniendo popularidad entre el público juvenil ruso. Ha obtenido varios premios, entre otros el Premio MTV a la música rusa en el año 2006, el premio a artista revelación en 2006 y a mejor intérprete en 2009 de los Premios Muz-TV.
En 2008 participó en el proceso de selección para determinar al representante de Rusia en el Festival de la Canción de Eurovisión 2008 con el tema The Flyer, obteniendo el cuarto lugar del concurso ganado por Dima Bilán. Su tercer disco, Electric touch, fue lanzado el 31 de marzo de 2010, siendo su debut en la discográfica Sony Music.
El cuarto álbum, Lazarev fue publicado en 2012. El disco contó con temas en inglés y ruso, además de la participación de otros artistas como Timati y T-Pain. Un disco de grandes éxitos en ruso fue publicado a comienzos de 2015 para lanzar la versión de los temas en inglés a fines del mismo año.
En diciembre de 2015, Lázarev anunció que será el representante de Rusia en el Festival de la Canción de Eurovisión 2016, meses más tarde se revelaría su tema, «You are the only one» para el festival en Estocolmo, Suecia. Quedó en tercera posición en el festival.
El 7 de febrero de 2019, fue elegido por la televisión rusa para representar al país en el Festival de la Canción de Eurovisión 2019 con el tema "Scream". En dicho evento, obtuvo nuevamente el tercer puesto con 370 puntos. Unos meses después, lanzó un nuevo EP con ocho temas, llamado Ya ne boyus'.
El 25 de septiembre de 2020 Sergey Lazarev fue premiado con el disco de platino por Universal Music Rusia por su álbum Это я (traducida al inglés This me) (en español Este Yo) por alcanzar un gran número de ventas en disco,streaming y visitas en la plataforma de YouTube. 

### Vida personal
En diciembre de 2016 anunció que tenía un hijo, Nikita, nacido en 2014.

## Otras apariciones

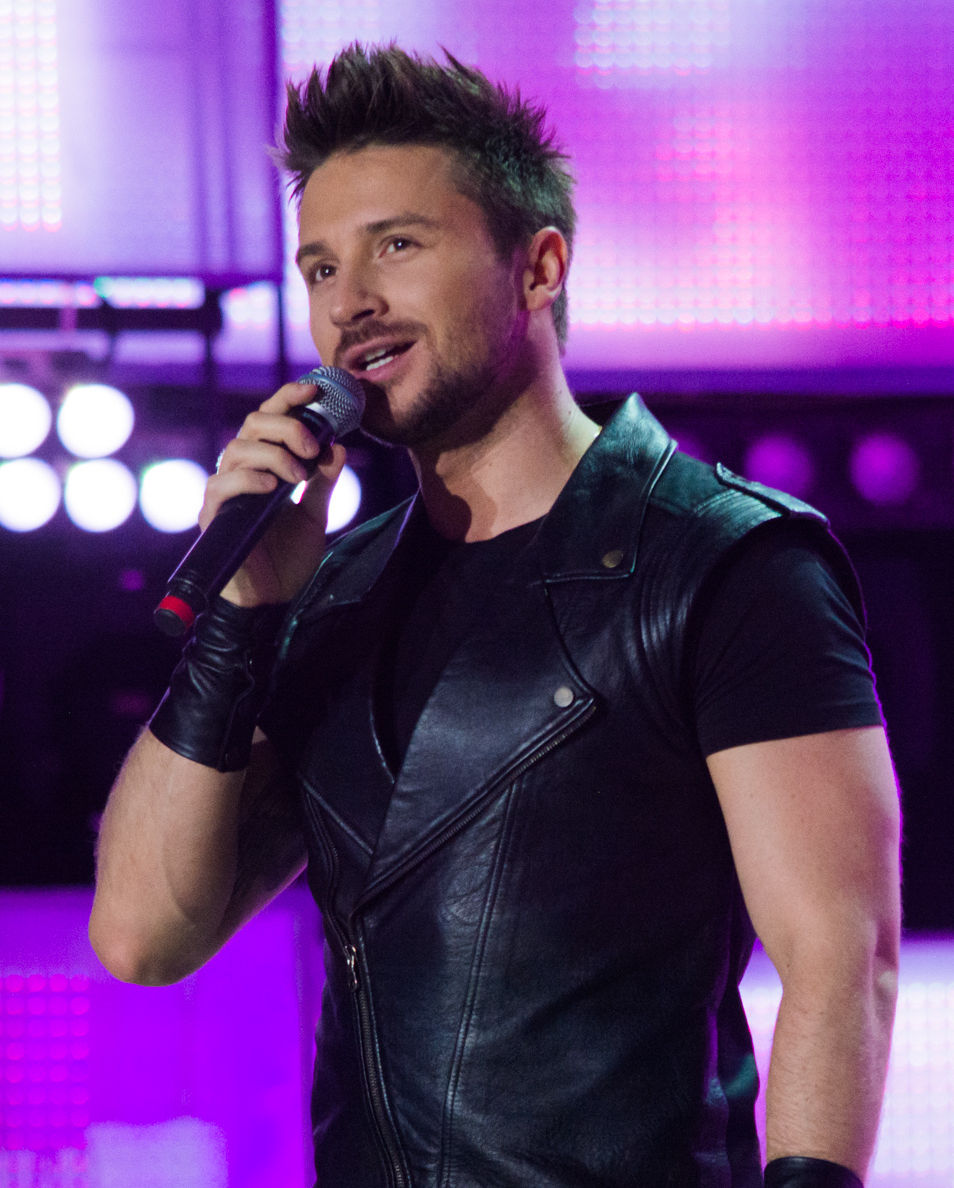
Serguéi Lázarev en un concierto en 2015.

En 2006, Serguéi participó en la versión rusa de Dancing on Ice (Танцы на льду) quedando en segundo lugar. En 2008 apareció en Circus of the Stars (Цирк со звёздами) donde ganó el primer lugar por su actuación. También participó en el Festival de la Canción de Eurovisión 2016 representando a Rusia con la canción «You are the only one», quedando en tercer lugar.
En 2014 fue uno de los cuatro jurados de la versión ucraniana de The Voice.

## Discografía

### Álbumes[6]
| Año  | Título                               |
| ---- | ------------------------------------ |
| 2005 | Don't Be Fake                        |
| 2007 | TV Show                              |
| 2010 | Electric Touch                       |
| 2012 | Lazarev. (& Lazarev. Deluxe Version) |
| 2015 | The Best (Russian & English Edition) |
| 2017 | V EpitseNtre (В ЭпицеNтре)           |
| 2018 | The oNe                              |
| 2019 | Ya ne boyus' (Я не боюсь)            |
| 2019 | Eto ya (Это я)                       |
| 2021 | 8 (восемь)                           |
| 2023 | YA VIDEL SVET (Я ВИДЕЛ СВЕТ)         |

### Sencillos
| Año  | Título                                                                                             | Álbum                         |
| ---- | -------------------------------------------------------------------------------------------------- | ----------------------------- |
| 2005 | Eye of the Storm                                                                                   | Don't Be Fake                 |
| 2005 | Lost Without Your Love                                                                             | Don't Be Fake                 |
| 2006 | Just Because You Walk Away                                                                         | Don't Be Fake                 |
| 2006 | Fake                                                                                               | Don't Be Fake                 |
| 2006 | Shattered Dreams                                                                                   | TV Show                       |
| 2007 | Everytime (Vspominai/Вспоминай)                                                                    | TV Show                       |
| 2007 | TV or Radio                                                                                        | TV Show                       |
| 2007 | Girlfriend                                                                                         | TV Show                       |
| 2007 | Almost Sorry (Zachem pridumali liubov/Зачем придумали любовь)                                      | TV Show                       |
| 2008 | The Flyer                                                                                          | London Club Remixes           |
| 2008 | Lazerboy (junto a Timati)                                                                          | Electric Touch                |
| 2009 | Stereo                                                                                             | Electric Touch                |
| 2009 | Naidí meniá (Найди меня)                                                                           | Electric Touch                |
| 2010 | Alarm                                                                                              | Electric Touch                |
| 2010 | Feelin' High                                                                                       | Electric Touch                |
| 2010 | Instantly                                                                                          | Electric Touch                |
| 2011 | Heartbeat                                                                                          | Electric Touch                |
| 2011 | Electric Touch                                                                                     | Electric Touch                |
| 2012 | Moscow to California (junto a DJ M.E.G. y Timati)                                                  | Lazarev.                      |
| 2012 | Take it off                                                                                        | Lazarev.                      |
| 2012 | Nereálnaya liubov (Нереальная любовь)                                                              | Lazarev.                      |
| 2013 | Cure the Thunder (junto a T-Pain)                                                                  | Lazarev.                      |
| 2013 | Sliozy v moyom serdtse (Слёзы в моём сердце)                                                       | Lazarev.                      |
| 2013 | Stumblin'                                                                                          | Lazarev.                      |
| 2013 | V samoe serdtse (В самое сердце)                                                                   | The Best                      |
| 2014 | 7 Wonders                                                                                          | Lazarev.                      |
| 2014 | 7 tsifr (7 цифр)                                                                                   | The Best                      |
| 2015 | Breaking away                                                                                      | The Best                      |
| 2015 | Весна                                                                                              | The Best                      |
| 2015 | In my Lonely Life (Это всё она/Eto vsió oná)                                                       | The Best                      |
| 2016 | You Are the Only One                                                                               | Eurovision Song Contest 2016  |
| 2016 | Chem izmerit' Sochi? (Чем измерить Сочи?) Colaboración con participantes del festival Novaya volna | Novaya Volna 2016             |
| 2016 | Pust ves mir podozhdiot (Пусть весь мир подождет)                                                  | V Epitsentre                  |
| 2016 | Idealny mir (Идеальный мир)                                                                        | V Epitsentre                  |
| 2017 | Lucky Stranger (Лаки Стрэнджер/Laki Stréndzher)                                                    | V Epitsentre                  |
| 2017 | Prostí meniá (Прости меня; con Dima Bilan)                                                         | Sencillo                      |
| 2017 | Tak krasivo (Так красиво)                                                                          | V Epitsentre                  |
| 2018 | Novy god (Новый год)                                                                               | V Epitsentre                  |
| 2018 | Sdavaysya (Сдавайся)                                                                               | V Epitsentre                  |
| 2018 | Shepotom (Шёпотом)                                                                                 | V Epitsentre                  |
| 2018 | Jolodny noyabr (Холодный ноябрь)                                                                   | Sencillo                      |
| 2018 | Grustnye liudí (Грустные Люди, junto con Diana Arbenina)                                           | Banda sonora de Lyubovnitsy   |
| 2018 | Pianym, chem obmanutym (Пьяным, чем обманутым)                                                     | Ya ne boyus'                  |
| 2019 | Lovi (Лови)                                                                                        | Ya ne boyus'                  |
| 2019 | Ya ne boyus' (Я не боюсь)                                                                          | Ya ne boyus'                  |
| 2019 | Scream                                                                                             | Eurovision Song Contest 2019  |
| 2019 | Krik (КРИК)                                                                                        | Sencillo                      |
| 2019 | Bonnie i Clyde (Бонни и Клайд)                                                                     | Eto ya                        |
| 2020 | Labirint (Лабиринт)                                                                                | Eto ya                        |
| 2020 | Back In Time                                                                                       | Sencillo                      |
| 2020 | Posledniy' Den Pompei (Последний День Помпеи)                                                      | Sencillo                      |
| 2020 | Ya ne mogu molchat (Я не могу молчать)                                                             | 8                             |
| 2020 | NeOdinochki (НеОдиночки)                                                                           | 8                             |
| 2021 | Aromatom (Ароматом)                                                                                | 8                             |
| 2021 | Sneg v okeane (Снег в океане)                                                                      | Eto ya                        |
| 2021 | Ne otpuskay' (Не отпускай; con Ani Lorak)                                                          | Sencillo                      |
| 2021 | Noviy' god (Новый год; con Vlad Topalov)                                                           | Sencillo                      |
| 2022 | Tantsuy' (Танцуй)                                                                                  | 8                             |
| 2022 | Tretij (Третий)                                                                                    | 8                             |
| 2022 | Sneg (Снег; con Eva Vlasova)                                                                       | Sencillo                      |
| 2023 | Ne pitaysya povtorit (Не пытайся повторить)                                                        | YA VIDEL SVET                 |
| 2023 | Vkus malini (Вкус малины)                                                                          | YA VIDEL SVET                 |
| 2023 | Alyy zakat (Алый закат)                                                                            | YA VIDEL SVET                 |
| 2023 | Zagaday lubov (Загадай любовь)                                                                     | Banda sonora de Zagaday lubov |
| 2023 | Ya eto ti (Я это ты; con Mia Boyka)                                                                | Dueto para VK POD SHUBOYY 2   |